# Mlecznik (Lelkowo)
Mlecznik (deutsch Milchbude) ist ein Wohnplatz in der Landgemeinde Lelkowo (Lichtenfeld) im Powiat Braniewski der Woiwodschaft Ermland-Masuren in Polen.

## Geographische Lage
Der Wohnplatz liegt im Nordwesten der Woiwodschaft Ermland-Masuren fünf Kilometer von der polnischen Staatsgrenze (auch: EU-Außengrenze) zur russischen Oblast Kaliningrad (Gebiet Königsberg (Preußen)). Bis zur ehemaligen Kreisstadt Heiligenbeil (russisch Mamonowo) sind es 26 Kilometer in nordwestlicher Richtung, und die heutige Kreisstadt Braniewo (Braunsberg) liegt 30 Kilometer in westlicher Richtung entfernt.

## Geschichte
Das Gründungsjahr des seinerzeit Arnsteinsche Milchbude genannten Ortes ist nicht belegt.  Nach 1785 Mooshof und vor 1820 bereits Milchbude genannt war er als Vorwerk dem Gutsbezirk Arnstein (polnisch Jarzeń) im ostpreußischen Kreis Heiligenbeil zugeordnet. Im Jahre 1785 wurde der kleine Ort auch einmal als Adlige Milchbude bezeichnet. 1905 zählte er zwölf Einwohner.
Bis 1945 war Milchbude in das evangelische Kirchspiel Tiefensee (polnisch Głębock) im Kirchenkreis Heiligenbeil in der Kirchenprovinz Ostpreußen der Kirche der Altpreußischen Union eingepfarrt.
Als 1945 das südliche Ostpreußen in Kriegsfolge an Polen fiel, erhielt Milchbude die polnische Namensform „Mlecznik“.